# Brunsleberfeld
Brunsleberfeld är ett obebott kommunfritt område i Landkreis Helmstedt sydväst om Räbke i förbundslandet Niedersachsen i Tyskland.